# Pat Hingle
Martin Patterson "Pat" Hingle (19 de julio de 1924-3 de enero de 2009) fue un actor estadounidense que trabajó en producciones teatrales y en cientos de programas de televisión y largometrajes. Su primera película fue On the Waterfront en 1954. A menudo interpretaba a figuras de autoridad. Hingle era amigo íntimo de Clint Eastwood y participó en sus películas Hang 'Em High, The Gauntlet y Sudden Impact. También interpretó a Jim Gordon en la franquicia cinematográfica de Batman de 1989 a 1997.

## Biografía
Nació con el nombre de Martin Patterson Hingle, hijo de Marvin Louise Patterson, maestra de escuela y cantante, y de Clarence Martin Hingle, un albañil. Hingle se enlistó en la Armada de los Estados Unidos retirándose de la Universidad de Texas donde estudiaba. Sirvió en el famoso destructor USS Marshall durante la Segunda Guerra Mundial. Regresó a la Universidad de Texas después de la guerra y se licenció en radiodifusión en 1949. Como reservista de la Marina, fue llamado a filas durante la guerra de Corea y sirvió en el destructor de escolta USS Damato.
Se casó con Alyce Faye Dorsey el 3 de junio de 1947 pero se divorciaron, habiendo tenido tres hijos; Jody, Billy, Molly. Después el 25 de octubre de 1979 se casó con Julia Wright (su segundo y último matrimonio), con la que tuvo dos hijos.
En 1960 se le ofreció un papel en la película Elmer Gantry pero no pudo hacerlo debido a que Hingle se quedó atrapado en el ascensor de un edificio: intentó alcanzar el segundo piso pero sufrió una caída de 15 m fracturándose la mandíbula, la muñeca, la cadera y varias costillas del lado izquierdo y la pierna, y perdiendo el meñique izquierdo. Se recuperó más tarde en un hospital tras estar al borde de la muerte.
Hingle falleció en su hogar de Carolina Beach, Carolina del Norte de un cáncer el 3 de enero de 2009. En 2006 se le había diagnosticado síndrome mielodisplásico. Fue incinerado y sus restos arrojados al Océano Atlántico.

## Trayectoria profesional

### Cine
A Hingle se le conoció por sus papeles de policía, juez y otras figuras de autoridad. Uno de sus más notables papeles fue el del padre del personaje interpretado por Warren Beatty en la película Esplendor en la hierba (1961) pero su papel más conocido es del comisionado Gordon en el filme de Tim Burton Batman (1989) y sus tres secuelas. También protagonizó varios filmes y varios programas: Hang 'Em High (1968), Sudden Impact (1983), Baby Boom (1987) The Quick and the Dead (1995) junto con Sharon Stone, Gene Hackman, Russell Crowe y Leonardo DiCaprio, Road to Redemption (2001), Maximum Overdrive (1986) de Stephen King, When You Comin' Back, Red Ryder? (1979), The Grifters (1990), The Land Before Time (1988), Shaft (2000), Citizen Cohn (1992) y Wings (1996).
Junto con Michael Gough, quien interpretó a Alfred Pennyworth, fueron los dos actores que aparecieron en la primera saga de películas de Batman (1989-1997). Hingle trabajó en Batman & Robin junto con Uma Thurman (Hiedra Venenosa), cuyo primer esposo sería Gary Oldman, su sucesor como Gordon en las películas de Batman Batman Begins (2005) y The Dark Knight. Hingle también trabajó con Christian Bale en Shaft, quien interpretaría a Batman/Bruce Wayne en la nueva saga de Batman.

### Televisión
En 1964 apareció como actor invitado junto a Fess Parker en "The Returning", el episodio 14 de la primera temporada de la serie de televisión Daniel Boone. Fue actor invitado en la serie The Twilight Zone protagonizando el episodio "The Incredible World of Horace Ford". Interpretó a Víctor Franz en la obra de teatro de Arthur Miller The Price y a Benjamin Franklin en el musical 1776, y también hizo un pequeño papel en la serie The Court para la ABC, en The Quick and the Dead como Horace. Su última aparición fue en la película Talladega Nights: The Ballad of Ricky Bobby.
En 1964, participó en el episodio "Search in a Windy City" de la serie de TV El fugitivo, como Decker, un reportero que cree en la inocencia del doctor Richard Kimble y lo ayuda para localizar al hombre manco que asesinó a su esposa, pese a las presiones ejercidas por su editor en jefe y por el teniente Gerard (Barry Morse).
En 1965 participó en el episodio "Nicest Fella You'd Ever Want to Meet" de la serie de TV El fugitivo con David Janssen interpretando al sheriff Joe Bob Sims, el cual atropella y asesina a un prisionero llamado Neely Howister (Tom Skerritt), lo cual es visto por el fugitivo y es comunicado a la hermana Mary Murphy y al padre del muchacho Curt Conway.

### Teatro
Hingle intervino en decenas de producciones de teatro en Broadway, pudiendo destacarse el papel de Grooper en el estreno de La gata sobre el tejado de zinc (1955) de Tennessee Williams, Oscar Madison en The Odd Couple (1965), The Glass Menagerie (1965), de nuevo de Williams o The Lady from the Sea (1976), de Ibsen.